# حالة النعيم
 النعيم بمعنى جزيرة النعيم بلغة أهل الخليج وقد سميت كذلك على سكانها من قبيلة النعيم (النعيمي) وهي من أكبر القبائل البحرينية. وحالة النعيم الذين هاجروا منها أبناء القبيلة عائدين إلى قطر وإلى المملكة العربية السعودية وتبقّى منهم عدد لا بأس به من أبناء عمومتهم إلى هذا الوقت والحالة بمعنى الجزيرة أو شبه الجزيرة ويوجد في الخليج العديد من الحالات حالة بوماهر وحالة السلطة. وفي راس نابند (مقر قبيلة الحرم على الساحل الشرقي من الخليج الحالة الغربية والحالة الشرقية.

## معرض صور

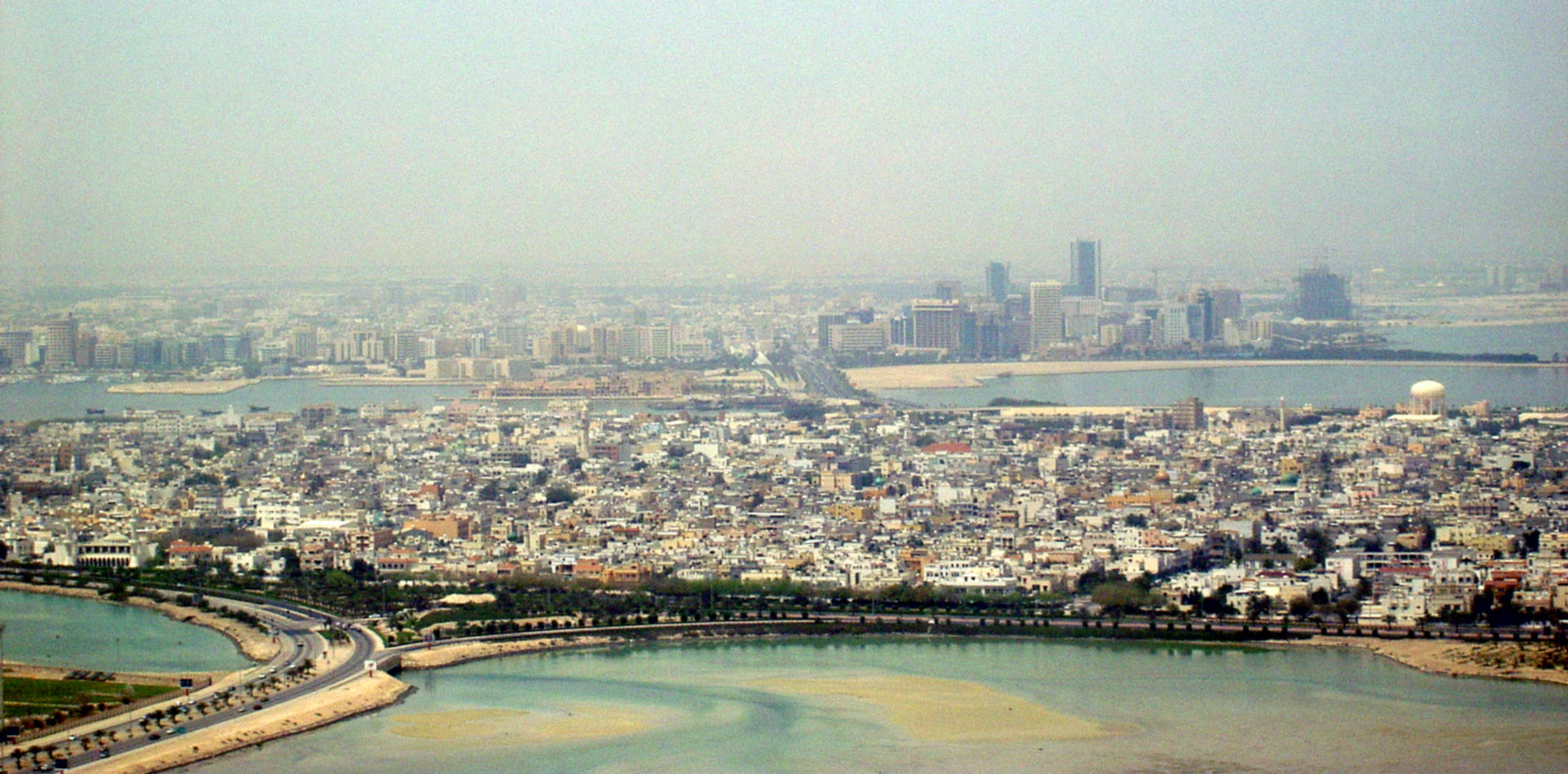
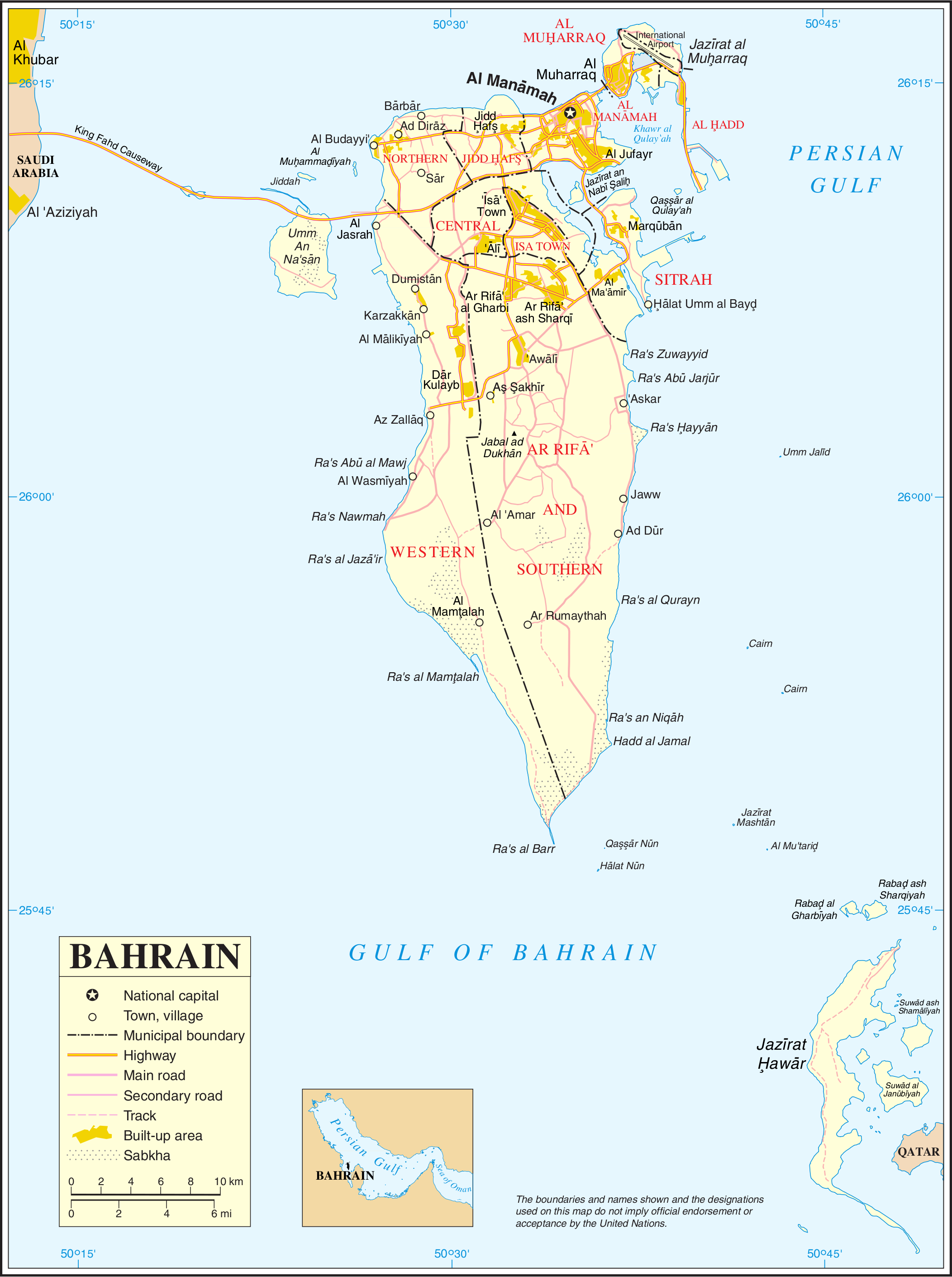